# Közönséges párlófű
A közönséges párlófű (Agrimonia eupatoria) a rózsafélék (Rosaceae) családjába tartozó évelő növény.
Egyéb elnevezései: apróbojtorján, patikapárlófű, agrárnyom, királyné asszony káposztája, Szent Pál füve, hattyúfű, körömfű, koldustetű. Európa-szerte elterjedt növény, a napos, száraz helyeket: mezőket, út és erdőszéleket kedveli. Egy ógörög monda szerint Mithridatész Eupatór pontoszi király fedezte fel a növény gyógyhatását, latin neve innen származik. Már az ókori Egyiptomban ismert és tisztelt növény. A középkorban is tisztelték mágikus erejét, a gonosz szellem elűzésére használták.

## Jellemzők

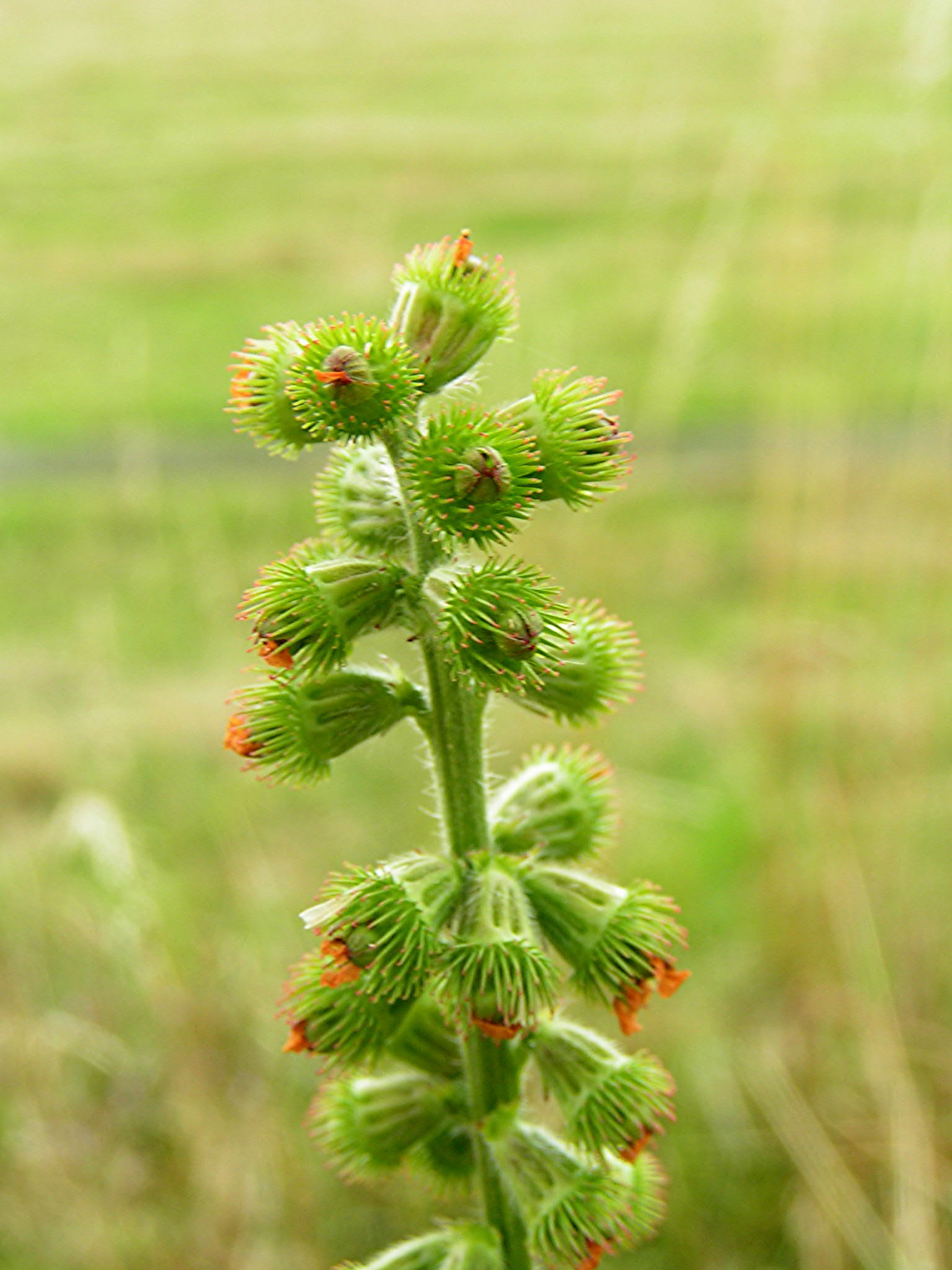
Közönséges párlófű (A. eupatoria) termései a horgas csúcsú sertékkel.

15–100 cm magas évelő növény. Áttelelő szerve gyöktörzs. Levelei összetettek, páratlanul szárnyaltak. A szár szőrös, hosszabb és rövidebb szőrökből áll. Virágzata füzér, virágai szirmainak színe aranysárga, csúcsuk ép, a vacokkehely majdnem a tövéig barázdált.  Júniustól októberig virágzik. Elnyílás után a csészelevelek kúpszerűen összeborulnak, a vacok szélét pedig horgas tüskekoszorú veszi körül. Áltermése a vacokba zárt egy, vagy ritkán két aszmag.  

## Gyógyászati felhasználása
A drogot (Agrimoniae herba) a növény szárított, virágos, föld feletti része szolgáltatja. A VII. Magyar Gyógyszerkönyvben még szerepelt, a jelenleg aktuális nyolcadik kiadás nem tartalmazza.
Jellegzetes, enyhe szaga és összehúzó, kesernyés íze van.
Tartalomanyagai: fő hatóanyaga a cserzőanyag (10%), valamint kovasav (10-12%), továbbá flavonoidok, keserűanyagok, nyálka és illóolaj.
Gyógyhatásai: összehúzó, epeműködést szabályzó és epehajtó, étvágyjavító, vizelethajtó, antibiotikus hatású és gyulladásgátló.
Gyógyászati felhasználásai: belsőleg vastagbélgyulladás, hasmenés esetében alkalmazzák, amikor is négyóránként kell itatni a beteggel teát. Fertőző hasmenésnél is igen hatékony, mivel helyileg úgy hat, mint az antibiotikum. Gyulladásnál mérsékli a gyulladást és egyben a kórokozókra is hat. Gyomorfekélynél is nagyon hatásos.
Felhasználási módok:
Teakészítés: 1 púpozott apróbojtorjánt adunk 1/4 liter vízhez, forrázzuk, rövid ideig állni hagyjuk. Teakeverék májpanaszok esetén: apróbojtorjánt, közönséges galajt, szagosmügét 1:1 arányban összekeverünk, ebből 1 púpozott teáskanálnyit adunk 1/4 liter vízhez, forrázzuk, rövid ideig állni hagyjuk.
Fürdőhöz: teljes fürdőhöz 200 gramm szükséges
Naponta két csésze teát is megihatunk belőle. Mindenkinek megérné a fáradságot, ha évente egyszer-kétszer apróbojtorján-főzettel készített gyógyfürdőt venne. Összehúzó hatása miatt és gyógyító alkotórészei révén egyike a legértékesebb gyógynövényeinknek.
Dr. Schierbaum írja:
Naponta háromszor egy csésze tea gyógyítja a szívnagyobbodást, gyomor-, béltágulatokat és tüdőtágulást, továbbá a vesebántalmakat és hólyagpanaszokat, ha a teát kúraszerűen alkalmazzuk. Visszértágulat és altesti fekély gyógyításához az apróbojtorján kenőcs javallt. Májbántalom esetén teakeveréket ajánlunk: 100 gramm apróbojtorján, 100 gramm galaj és 100 gramm szagosmüge kell hozzá. Ebből naponta egy csészével kell meginni éhgyomorra, majd napközben kettővel, kortyonként.